# Greuville
Greuville település Franciaországban, Seine-Maritime megyében. Lakosainak száma 374 fő (2022. január 1.). Greuville Brachy, Crasville-la-Rocquefort, Luneray, Rainfreville és Vénestanville községekkel határos.

## Népesség
A település népességének változása:
| Lakosok száma | 377  | 380  | 386  | 379  | 377  | 374  | 372  | 374  | 374  |
|               | 2013 | 2015 | 2016 | 2017 | 2018 | 2019 | 2020 | 2021 | 2022 |